# Бальзак (статуэтка)

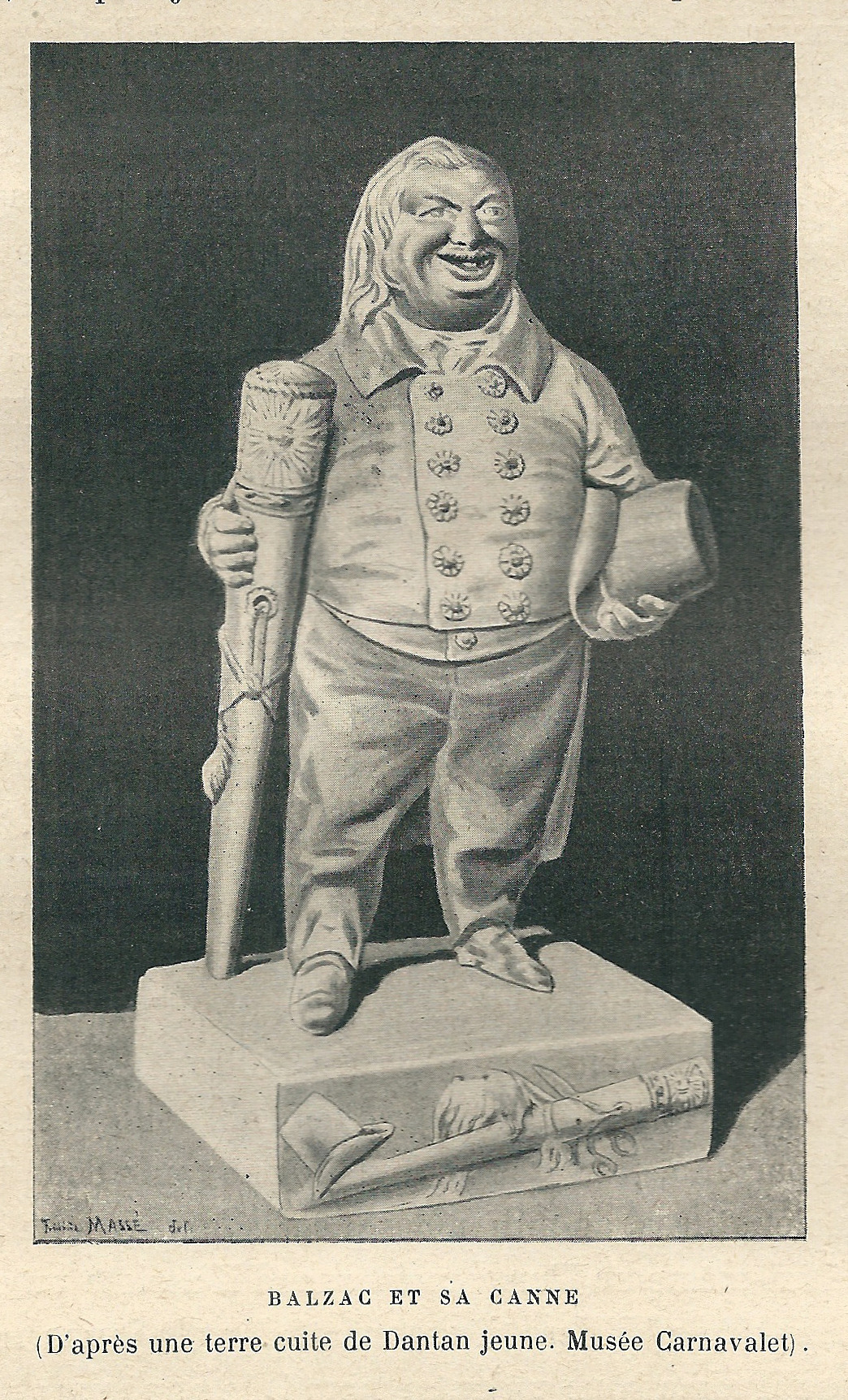
Рисунок статуэтки Жана-Пьера Дантана

«Статуэтка Бальзака» — шарж французского скульптора-карикатуриста Жана-Пьера Дантана, созданный в 1835 году. Объектом юмора стал великий французский писатель Оноре де Бальзак, которому приданы преувеличенные черты. Прежде всего высмеивается его небольшой рост, тучность и экстравагантная трость. Статуэтка хранится в парижском доме-музея Бальзака.

## История
Жан Пьер Дантан происходил из семьи с богатыми художественными традициями. По стопам отца и брата Антуана получил академическое образование, занимался традиционной скульптурой. Со временем из любительских соображений стал создавать шаржи на своих современников. После того как это побочное увлечение в начале 1830-х годов принесло ему шумный успех, он стал заниматься карикатурами (бюсты, скульптуры) уже профессионально. Именно юмористическими статуэтками Дантан вошёл в историю искусства. Советский и российский историк искусства Нина Калитина отмечала, что художник обладал склонностью к изображению «забавных человечков», так как всегда был «в курсе новостей, знал скандальную хронику, чувствовал веяние моды, угадывал кумиров толпы». Объектом высмеивания были многие знаменитые писатели, журналисты, художники. Для его стиля характерна меньшая сосредоточенность на лице модели, чем на деталях, фигуре, жестах, курьёзных подробностях изображаемого. Многие из творений Дантана хранятся в фондах парижского музея Карнавале.
Статуэтка Бальзака выполнена из гипса: во весь рост представлен стоящий пухлый и невысокий мужчина, со странной причёской, с карикатурной, широкой улыбкой, демонстрирующей крупные зубы. В левой руке он держит шляпу-цилиндр, а в правой несоразмерную, высокую и толстую трость, достающую до плеч. Этот предмет несомненно пародирует знаменитую экстравагантную трость Бальзака. Она была приобретена создателем «Человеческой комедии» в 1834 году; в связи с её размерами и убранством стала объектом множества шуток, карикатур; ей даже был посвящён целый роман «Трость Бальзака» (La Canne de M. de Balzac; 1836) писательницы Дельфины де Жирарден. Современники сравнивали аксессуар Бальзака со скипетром, маршальским жезлом, телескопом, тростью, позаимствованной у высокой статуи Вольтера. Один из репортёров увидел писателя в образе Наполеона во время прогулки с Вандомской колонной в руках. Известно, что Бальзак был задет тем, что скульптор иронизировал над его полнотой, представив его, как казалось самому писателю, похожим на короля Людовика XVIII. По словам Калитиной, лицо Бальзака на статуэтке невыразительно, так как автор сосредотачивает внимание на забавных деталях, в первую очередь, на трости, на которую опирается писатель: «Трость разукрашена, она велика, необычна по конфигурации — напоминает жерло пушки». Также она отмечала, что в области пластического решения статуэтка получилась крайне сухой и невыразительной, чрезмерно академичной в «худшем понимании этого слова».
Кроме этой статуэтки Бальзака, Дантан создал и другую: на ней писатель представлен в виде трости, набалдашником которой стало его лицо.